# Periodo epiclassico mesoamericano

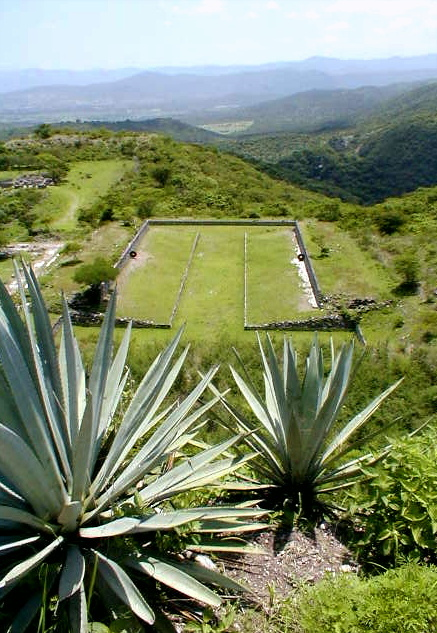
Gioco della palla mesoamericana a Xochicalco, Morelos, una delle cittadine più sviluppate dell'Epiclassico.

Nella cronologia tradizionale della storia mesoamericana, con il termine Periodo Epiclassico o Classico Tardo o Classico recente si intende l'intervallo compreso tra il 600 e il 900, nella transizione tra il tramonto di Teotihuacán e le migrazioni cicimeche nell'altopiano centrale, con la formazione posteriore delle società del Postclassico.

## Storia
Il collasso di Teotihuacán e del suo sistema politico, economico e culturale fu un fatto strutturale che si ripercosse definitivamente in Mesoamerica, rompendo secoli di stabilità politica e originando società ostili e instabili prima controllate in forma diretta o indiretta dai Teotihuacani e con conflitti tra loro, che crearono città di importanza singolare e di egemonia regionale come Cholula, Xochicalco, Tula Chico, Cacaxtla-Xochitécatl, Teotenango, Cantona e una fase decadente della stessa Teotihuacán.
Inoltre, anche se tradizionalmente non li si considera dentro lo sviluppo dell'Epiclassico, appartenendo a regioni più lontane e di indole etnica diversa, influirono sui processi politici dell'altopiano centrale, Paquimé, La Quemada, Chalchihuites, Ferrería, a nord la Tradizione di Teuchitlán e Cañada de la Virgen a occidente, Tamtoc e Tajín sulla Costa del Golfo.

## Caratteristiche generali dell'Epiclassico
La disintegrazione del sistema teotihuacano scombussolò tutte le categorie, creando un'instabilità generalizzata nell'egemonia politica, economica e culturale che esercitava su un buon numero di società del Classico e causando forti movimenti demografici che originarono molteplici centri di potere regionale che controllarono unità politiche minori.
Tale frammentazione si ripercuote profondamente sulle società, il che si evidenzia nei cambiamenti architettonici verso siti fortificati e in zone potenzialmente difensive come montagne che permettevano una visione integrale della valle dove si insediavano come Xochicalco. Inizia anche l'uso dell'iconografia bellica come a Cacaxtla. Il periodo intermedio dell'Epiclassico creò potenti società regionali che continuarono molte norme stabilite nel Classico e rafforzate nel Posclassico. Il potere sacerdotale esercitato fino ad allora fu sostituito gradualmente da élite militari.
In questo periodo di diffonde e si produce estensivamente la ceramica di tipo coyotlatelco.

## Il termineEpiclassico
Nel 1930 lo studioso Wigberto Jiménez Moreno propose di sottolineare la trascendenza storica del periodo posteriore alla caduta di Teotihuacán – che, da un lato, ruppe con la tradizione del Classico e configurò le caratteristiche delle società postclassiche – con il termine Epiclassico in sostituzione di quello fino ad allora chiamato Classico Tardo, che era stato unanimemente accettato dai mesoamericanisti come un lasso della storia della Mesoamerica con poca chiarezza storica e molta turbolenza politica.